# Katarina Mišić
Katarina Mišić (* 5. Februar 1976 in Belgrad, Jugoslawien) ist eine ehemalige serbische Tennisspielerin.

## Karriere
Katarina Mišić gewann auf dem ITF Women’s Circuit insgesamt vier Einzel- und elf Doppeltitel.
Zwischen 1995 und 2003 spielte sie für die serbische Fed-Cup-Mannschaft, mit einer Bilanz von 15:8.
Sie gehörte zum Kader des Offenbacher TC, der 2004 in der 2. Tennis-Bundesliga spielte.

## Turniersiege

### Einzel
| Nr. | Datum          | Turnier    | Kategorie   | Belag | Finalgegnerin        | Ergebnis      |
| --- | -------------- | ---------- | ----------- | ----- | -------------------- | ------------- |
| 1.  | Juli 1999      | Amersfoort | ITF $10.000 | Sand  | Rewa Harriman        | 7:5, 6:3      |
| 2.  | Juni 2000      | Skopje     | ITF $10.000 | Sand  | Nadine Schlotterer   | 6:2, 6:2      |
| 3.  | August 2000    | Karthago   | ITF $25.000 | Sand  | Maša Vesenjak        | 6:1, 6:4      |
| 4.  | September 2002 | Tiflis     | ITF $25.000 | Sand  | Gabriela Navrátilová | 3:6, 6:3, 6:1 |

### Doppel
| Nr. | Datum         | Turnier                 | Kategorie   | Belag     | Partnerin          | Finalgegnerinnen                             | Ergebnis      |
| --- | ------------- | ----------------------- | ----------- | --------- | ------------------ | -------------------------------------------- | ------------- |
| 1.  | Dezember 1992 | Kairo                   | ITF $10.000 | Sand      | Monica Augsburger  | Alia Elshishini Marwa Elwany                 | 6:1, 6:1      |
| 2.  | Juni 2000     | Skopje                  | ITF $10.000 | Sand      | Marina Lazarovska  | Ljiljana Nanušević Biljana Pawlowa-Dimitrowa | 7:66, 6:3     |
| 3.  | Mai 2002      | Bromma                  | ITF $25.000 | Sand      | Dragana Zarić      | Joana Cortez Tiffany Dabek                   | 6:4, 6:4      |
| 4.  | Mai 2002      | Turin                   | ITF $25.000 | Sand      | Dragana Zarić      | Erica Krauth Katalin Marosi                  | 7:65, 6:3     |
| 5.  | Juli 2002     | Les Contamines-Montjoie | ITF $25.000 | Hartplatz | Marija Kondratjewa | Stéphanie Cohen-Aloro Anne-Laure Heitz       | 6:1, 7:64     |
| 6.  | August 2002   | Aosta                   | ITF $25.000 | Sand      | Dragana Zarić      | Maria Fernanda Alves Andreea Ehritt-Vanc     | 7:5, 7:66     |
| 7.  | Dezember 2002 | Mumbai                  | ITF $25.000 | Hartplatz | Tzipora Obziler    | Shelley Bryce Scarlett Werner                | 6:3, 4:6, 7:5 |
| 8.  | Oktober 2004  | Podgorica               | ITF $10.000 | Sand      | Dragana Zarić      | Janette Bejlková Biljana Pawlowa-Dimitrowa   | 6:1, 6:2      |
| 9.  | Oktober 2004  | Herceg Novi             | ITF $10.000 | Sand      | Dragana Zarić      | Alja Zec Peškirič Maša Zec Peškirič          | 6:1, 6:2      |
| 10. | November 2004 | Kairo                   | ITF $10.000 | Sand      | Dragana Zarić      | Galina Fokina Raissa Gurewitsch              | 7:5, 6:4      |
| 11. | Dezember 2004 | Kairo                   | ITF $10.000 | Sand      | Dragana Zarić      | Galina Fokina Raissa Gurewitsch              | 6:2, 6:2      |